# إرغون بيريشا
إرغون بيريشا (بالتركية: Ergün Berisha)‏ هو لاعب كرة قدم تركي في مركز الوسط، ولد في 26 أبريل 1988 في زيورخ في سويسرا. شارك مع منتخب تركيا تحت 17 سنة لكرة القدم ومنتخب تركيا تحت 19 سنة لكرة القدم ومنتخب تركيا تحت 21 سنة لكرة القدم. أما مع النوادي، فقد لعب مع إسطنبول باشاكشهير ونادي أودينيزي ونادي غراسهوبر زيوريخ ونادي ويل.

## وصلات خارجية
- إرغون بيريشا على موقع الاتحاد الدولي (مؤرشف)  (الإنجليزية)
- إرغون بيريشا على موقع اتحاد تركيا (لاعب) (الإنجليزية)
- إرغون بيريشا على موقع قاعدة بيانات كرة القدم.إي يو (الإنجليزية)
- إرغون بيريشا على موقع Soccerway.com (الإنجليزية)